# خانه کوسلا
خانه کوسلا (به هندی: Khosla Ka Ghosla) فیلمی محصول سال ۲۰۰۶ و به کارگردانی دیباکار بانرجی است. در این فیلم بازیگرانی همچون انوپم کهیر، بومان ایرانی، پروین داباس، وینی پاتک، رانویر شوری، تارا شارما ایفای نقش کرده‌اند.